# João de Sousa Carvalho
João de Sousa Carvalho (Estremoz, 22 februari 1745 – 1798) was een Portugees componist uit de Rococotijd.

## Levensloop
João de Sousa Carvalho werd geboren in Estremoz als zoon van Paulo de Carvalho en Ana Maria Angélica. Hij studeerde aan het Colégio dos Santos Reis Magos in Vila Viçosa. In 1761 stelde een beurs van het Portugese koningshuis hem in staat te gaan studeren aan het Conservatorio di Sant’Onofrio in Napels onder Carlo Cotumacci. In 1766 debuteerde hij in Rome als operacomponist met La Nitteti op een libretto van Pietro Metastasio.
In 1767 keerde hij terug naar Portugal, waar hij toetrad tot de Irmandade de Santa Cecília, een genootschap van musici in Lissabon. Nog in hetzelfde jaar werd hij benoemd tot docent contrapunt aan het Seminário da Patriarcal, de school die verbonden was aan de kathedraal van Lissabon. In 1773 kreeg hij daar de functie van mestre de capela (kapelmeester). In 1778 volgde hij Davide Perez op als muziekleraar van de koninklijke familie.
Hij leidde een aantal leerlingen op die later ook bekende componisten zouden worden: António Leal Moreira, João José Baldi en Marcos Portugal.
Sousa Carvalho bezat een buitenhuis in de Alentejo, waar hij in 1798 overleed. De precieze datum is niet bekend.

## Oeuvre
Sousa Carvalho is vooral bekend als componist van opera’s. Er zijn er vijftien bewaard gebleven. Er zijn tragische en komische opera’s bij, en ook wat in die tijd serenades werd genoemd: voordrachten op muziek. Naar de mode van die tijd is de tekst steevast in het Italiaans.
Daarnaast is nog wat kerkmuziek bekend, plus drie klaviersonates, die doorgaans op een klavecimbel worden gespeeld. Waarschijnlijk heeft hij meer werken geschreven, die verloren zijn gegaan. Geen enkel werk is gedrukt vóór de twintigste eeuw; alle bekende werken zijn alleen als manuscript bewaard gebleven. De meeste liggen in de bibliotheek van het Palácio Nacional da Ajuda, het voormalig koninklijk paleis in Lissabon.

## Overzicht van zijn werken

### Opera’s
- La Nitteti (op een libretto van Pietro Metastasio, Rome, 1766)
- L'amore industrioso (op een libretto van F. Casorri, Lissabon, 1769)
- Eumene (op een libretto van Apostolo Zeno, Lissabon, 1773)
- O monumento imortal (Lissabon, 1775)
- L'angelica (op een libretto van Pietro Metastasio, gebaseerd op Orlando Furioso van Ludovico Ariosto, Lissabon, 1778)
- Perseo (op een libretto van Gaetano Martinelli, Lissabon, 1779)
- Testoride argonauta (op een libretto van Gaetano Martinelli, Lissabon, 1780)[1]
- Seleuco, re di Siria (op een libretto van Gaetano Martinelli, Lissabon, 1781)
- Everardo II, re di Lituania (op een libretto van Gaetano Martinelli, Lissabon, 1782)
- L'Endimione (op een libretto van Pietro Metastasio, Lissabon, 1783)
- Tomiri (op een libretto van Gaetano Martinelli, Lissabon, 1783)
- Adrasto, re degli Argivi (op een libretto van Gaetano Martinelli, Lissabon, 1784)
- Nettuno ed Egle (Lissabon, 1785)
- Alcione (op een libretto van Gaetano Martinelli, Lissabon, 1787)
- Numa Pompilio II, re dei Romani (op een libretto van Gaetano Martinelli, Lissabon, 1789)

### Andere werken
- 6 missen
- 3 Te Deums
- Vésperas de Nossa Senhora (religieuze liederen; het auteurschap van Sousa Carvalho staat niet vast)
- Se a fé jurada voor twee stemmen en klavier
- Toccata in g mineur voor klavier
- Sonate in D majeur voor klavier
- Sonate in F majeur voor klavier

## Noot
1. ↑  Deze opera is in 1990 uitgevoerd door het Clemencic Consort onder René Clemencic in het Théâtre des Champs Élysées in Parijs. Hiervan bestaat ook een platenopname op het label Nuova Era.

- Biblioteca Nacional de España: XX1574737
- Bibliothèque nationale de France: cb14001550w (data)
- Gemeinsame Normdatei: 122978560
- International Standard Name Identifier: 0000 0001 1575 6511
- Library of Congress Control Number: n82132829
- Nationale Bibliotheek van Letland: 000283090
- MusicBrainz: 3a098edc-5667-4426-b1f5-21b28de16bca
- Nationale Bibliotheek van Tsjechië: js20021111007
- Nationale Bibliotheek van Israël: 987007283521905171
- Nederlandse Thesaurus van Auteursnamen: 158182944
- Istituto Centrale per il Catalogo Unico: PARV498505
- Système universitaire de documentation: 160614015
- Virtual International Authority File: 76511296
- WorldCat: E39PBJgCPHkrXCmvvmtyxbHwG3